# Behrenhoff
Behrenhoff ist eine Gemeinde im Landkreis Vorpommern-Greifswald. Sie wird vom Amt Landhagen mit Sitz in Neuenkirchen verwaltet. Seit dem 1. Januar 2005 gehört Kammin zur Gemeinde.

## Lage
Behrenhoff liegt etwa zehn Kilometer südlich von Greifswald.

### Verkehr
Westlich der Gemeinde verläuft die Landesstraße 35 (ehemals Bundesstraße 96). Die Bundesautobahn 20 (etwa neun Kilometer) ist über die Anschlussstelle Gützkow erreichbar.
Seit 1897 besaß der Ort einen Eisenbahnanschluss der Greifswald-Jarmener Kleinbahn (GJK). Die Strecke wurde 1945 stillgelegt und die Gleisanlagen sowie das rollende Material demontiert und als Reparationsleistungen in die Sowjetunion transportiert.

### Ortsteile
- Behrenhoff
- Busdorf
- Müssow
- Kammin
- Neu-Dargelin
- Stresow
- Stresow-Siedlung

## Geschichte

### Behrenhoff
Der Ort wird 1249 erstmals als Buztorp urkundlich erwähnt. Später wird der Ort auch Budesdorp oder Buusdorf und bis 1708 in vielen Schreibvarianten genannt.
Die Geschichte des Ortes Behrenhoff ist eng mit dem alten pommerschen Adelsgeschlecht derer von Behr verbunden, die sich seit 1387 (Verkauf einer Katenstelle) als Grundbesitzer nachweisen lassen. Im Lehnbrief von 1275 durch Herzog Barnim I. und seinen Sohn Bogislaw IV. sind keine Besitzungen eingetragen. Erst im Lehnbrief von 1491 wurde Butczdorpe genannt. Der schwedisch-pommersche Landrat Felix Dietrich von Behr (1700–1764), verheiratet mit Katharina Sophia von Zepelin. auf Bandelin hatte 1759 den gesamten Ort erworben. Sein jüngster Sohn, der Rittmeister Johann Carl Ulrich von Behr (1741–1807), beantragte im Mai 1804 bei der schwedisch-pommerschen Regierung zu Stralsund die Umbenennung in Behrenhoff, nachdem er zuvor den gesamten Ort zu einem reinen Gutsbetrieb umgestaltet und mit völlig neuen Gebäuden versehen hatte. Die Umbenennung wurde genehmigt und noch am 26. Oktober 1804 stiftete der Besitzer einen Familienfideikommiss zu Gunsten seines Enkels Carl Felix Georg von Behr (1804–1838), dem Sohn von Kammerherrn Felix Bernhard von Behr. Mit diesem wurde das später in den Freiherrenstand erhobene Haus Behrenhoff der von Behr begründet. Ab 1838 war Carl Felix Woldemar von Behr zweiter Majoratsherr von Behrenhoff. Im selben Jahr konnte seine Familie das vom Schinkel-Schüler Friedrich Hitzig entworfene Schloss beziehen. Die Nobilitierung in den preußischen Grafenstand, geknüpft an den Besitz, erfolgte zu Berlin Weihnachten 1877.

Schloss Behrenhoff 1920

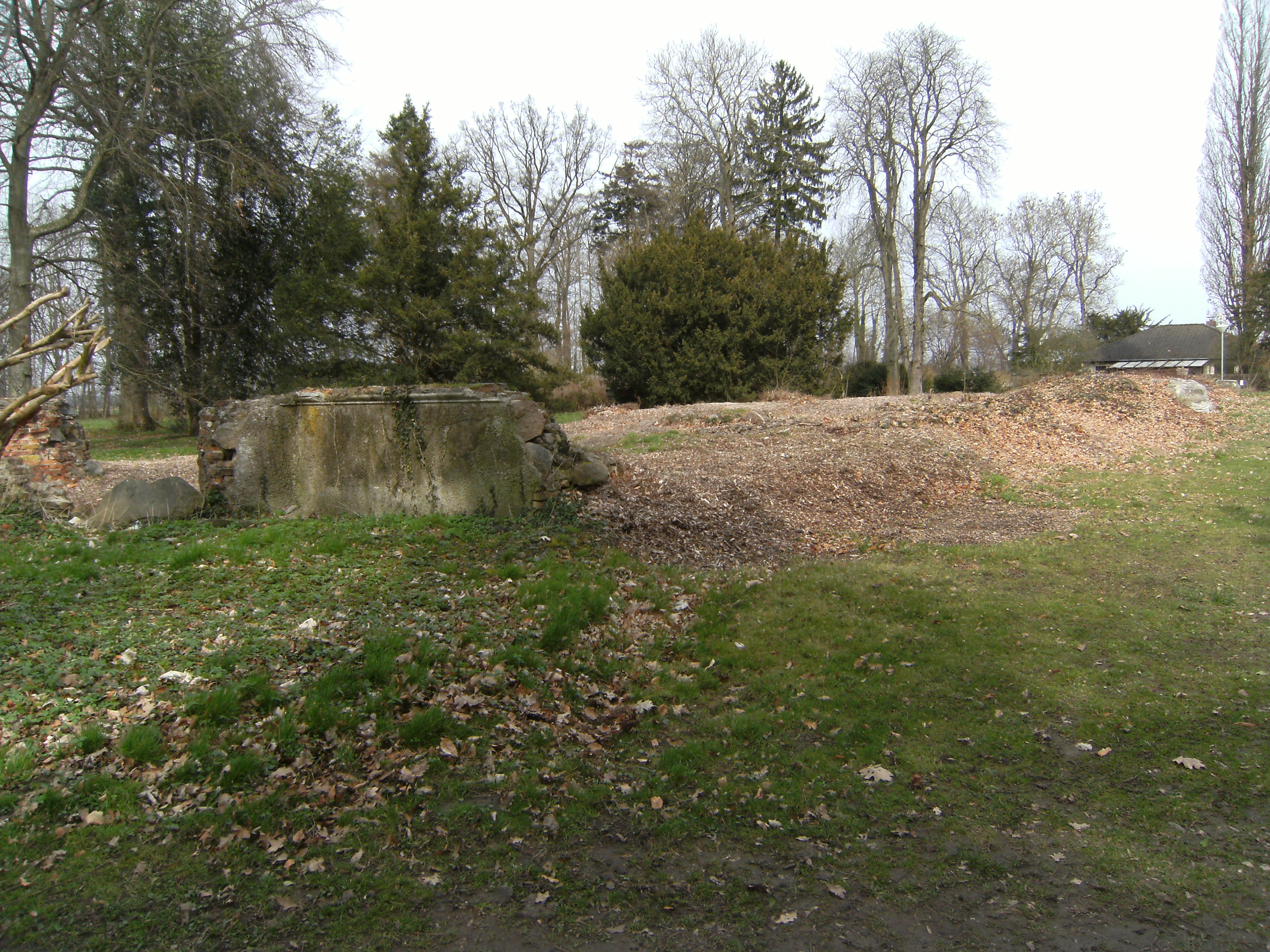
Schlossfundamente zum Teil freigelegt

Als 1933 Carl Friedrich Felix Graf von Behr starb, erbte sein jüngerer von ihm schon 1929 adoptierter Neffe Gerd von Behr (1915–1940) das Gut, aber testamentarisch erhielt seine zweite Ehefrau als Witwe Mechtild Gräfin von Behr geb. von Heyden das lebenslange Nutzungsrecht für Behrenhoff. Gräfin Behr hatte 1934 den Neffen Detloff von Heyden – von Behr adoptiert, der auch ausgebildeter Landwirt war. Gräfin Behr hatte 1936/1937 der Bekennenden Kirche und dem später ermordeten Dietrich Bonhoeffer das Schloss Behrenhoff für Lesungen und Ausbildung von Theologen zur Verfügung gestellt. Sie erregte damit den Unwillen der Nationalsozialisten und wurde 1940 in Schutzhaft genommen. Um 1939/40 beinhaltete das Rittergut Behrenhoff 787 ha. Mit 650 Tieren wurde eine umfangreiche Schafsviehwirtschaft unterhalten. Zum Grundbesitz gehörten 65 ha Wald.
Im Mai 1945 brannte die Rote Armee bei ihrem Einmarsch das Schloss nieder. Im Herbst 1945 verlor die Familie Behr durch die Bodenreform ihren Besitz. Auf den SMAD-Befehl Nr. 209 wurde die Schlossruine für den Bau von Neubauernhäusern abgerissen. Dabei stürzten die Mauerreste auf die Kellerräume und blieben bis heute dort liegen. Man vermutet im verschütteten Keller ausgelagerte Archivbestände aus Stettin.
1767 hatte der Ort hatte 86 Einwohner, 1865 waren es 220. Behrenhoff hatte 1865 eine Kirche, eine Schule, 12 Wohnhäuser, eine Fabrik- und 23 Wirtschaftsgebäude. Das Hauptgut besaß rund 800 Hektar landwirtschaftliche Nutzfläche.

### Busdorf
Neugründung 1804 als Vorwerk zum Hauptgut Behrenhoff mit dem ehemals alten Namen von Behrenhoff. Dessen alter Ortsname Busdorf wurde auf das nördlich vom Hauptort angelegte Vorwerk übertragen. Busdorf blieb auch bis zur Bodenreform Teil der von Behr`schen Begüterung Behrenhoff.
Busdorf erhielt 1897 einen Haltepunkt der Greifswald-Jarmener Kleinbahn (GJK), kurz vor dem Ort aus Richtung Greifswald war der Abzweig der Kleinbahn nach Klein Zastrow. 1945 wurde die Bahn mit allem Zubehör demontiert.

### Kammin
Kammin wurde erstmals 1249 als Camin urkundlich genannt. Der Name bedeutet Stein und ist als slawische Gründung auch archäologisch durch zwei entsprechende Siedlungsgebiete nordöstlich der Ortslage nachgewiesen.
Seit 1579 lag der Ort bis Mitte des 18. Jahrhunderts wüst. Auch die Schwedenmatrikel von 1694 zeigen keine Ansiedlung. 1767 hatte Kammin erst wieder fünf Einwohner.
1865 hatte Kammin 58 Einwohner in 12 Familien. An Gebäuden gab es im gleichen Jahr: vier Wohnhäuser und fünf Wirtschaftsgebäude.
Die Feldmark gehörte den Behren und wurde von Behrenhoff aus bewirtschaftet. Es wurde als Vorwerk mit Verwalterhaus betrieben, war bei Erbteilungen teilweise auch selbständiges Behrsches Gut. Nach dem letztmals 1939 amtlich publizierten Güter-Adressbuch Pommern umfasste das Rittergut Kammin etwa 270 ha Fläche. Gutsverwalter war der Administrator H. Segelke. Administratoren wurden zumeist von Landschafts- und Ritterschaftsbanken den Eigentümer bei Kreditbelastungen anhand gegeben. Offiziell als Besitzer geführt wurde Gerd von Behr-Behrenhoff.
Kammin war dann als Ort mit Stresow eine Gemeinde, bis in den 1990er Jahren eine Fusion mit der Gemeinde Bandelin erfolgte. 2005 ging Kammin bei der Neubildung der Ämter zur Gemeinde Behrenhoff und zum Amt Landhagen. In der Folge wurde mit den Fusionsprämien die Ortsdurchfahrt Kammin mit Fußwegen saniert und die Straße auf dem ehemaligen Kleinbahndamm nach Behrenhoff durchgehend erneuert.

### Müssow
Bereits in früher Zeit gibt es im Umfeld von Müssow zwei slawische Siedlungen, wie die archäologischen Fundgebiete zeigen. Die östlich und westlich von Müssow gefundenen Relikte sind spätslawisch (1000–1200); das nördliche Fundgebiet ist aber mittelslawisch (800–1000).
Müssow wurde erstmals 1320 als de Mursowe urkundlich erwähnt. 1348 wurde Müssow dann als Morsow genannt, und schon 1353 heißt es Müssow. Der slawische Name bedeutet so viel wie „plagen“ oder „quälen“.
Es gehörte bis 1327 den Grafen von Gützkow direkt, die es zu dem Zeitpunkt an den Greifswalder Bürger Walen zur Nutzung verkauften. Dieser Besitz ging dann an die Stadt Greifswald und 1407 an den Greifswalder Bürger Detlof Behr. So gelangte die Feldmark dann an die Familie von Behr, wobei Teile des Ortes mit bestimmten Höfen zum Dominalamt Wolgast oder zum Greifswalder Hospitalbesitz gehörten. Im Jahr 1742 kam bis auf einen Dominalhof ganz Müssow in den Besitz der Behre. Der Lehnsbrief der Behre von 1491 gab Müssow als Sitz eines Familienzweiges an. Laut alten Matrikeln galt Müssow als so genannter alter Besitz.
Hatte Müssow 1767 exakt 62 Einwohner, waren es 1865 schon 108. Im gleichen Jahr hatte der Ort 6 Wohnhäuser, 1 Fabrik- und 10 Wirtschaftsgebäude. 1863 wurden die Vorkommen an Ton in der Umgebung für den Bau und die Bewirtschaftung einer Ziegelei genutzt.
Die Gutsanlage wurde mit den Gebäuden der LPG überbaut. Das Fachwerk-Gutshaus brannte 1982 aus und wurde beseitigt. Der Gutspark ist nur noch in Relikten als Gehölz erkennbar.

### Neu-Dargelin
Der Name Neu Dargelin wurde erstmals 1932 im Gemeindeverzeichnis genannt. Vorher hieß die Ansiedlung Dargelin Hof II.
Neu-Dargelin war als Teil von Dargelin alter Grundbesitz der Stadt Greifswald und ging auf den im 19. Jahrhundert eingerichteten Pachtbauernhof Dargelin II zurück.
Ab 1912 wurde Neu Dargelin von der Kleinbahn GJK mit dem Abzweig Busdorf – Klein Zastrow berührt.
Erst später kam der Ort als Ortsteil zur Gemeinde Behrenhoff.

### Stresow und Stresow-Siedlung

Gutshaus Stresow (1910)

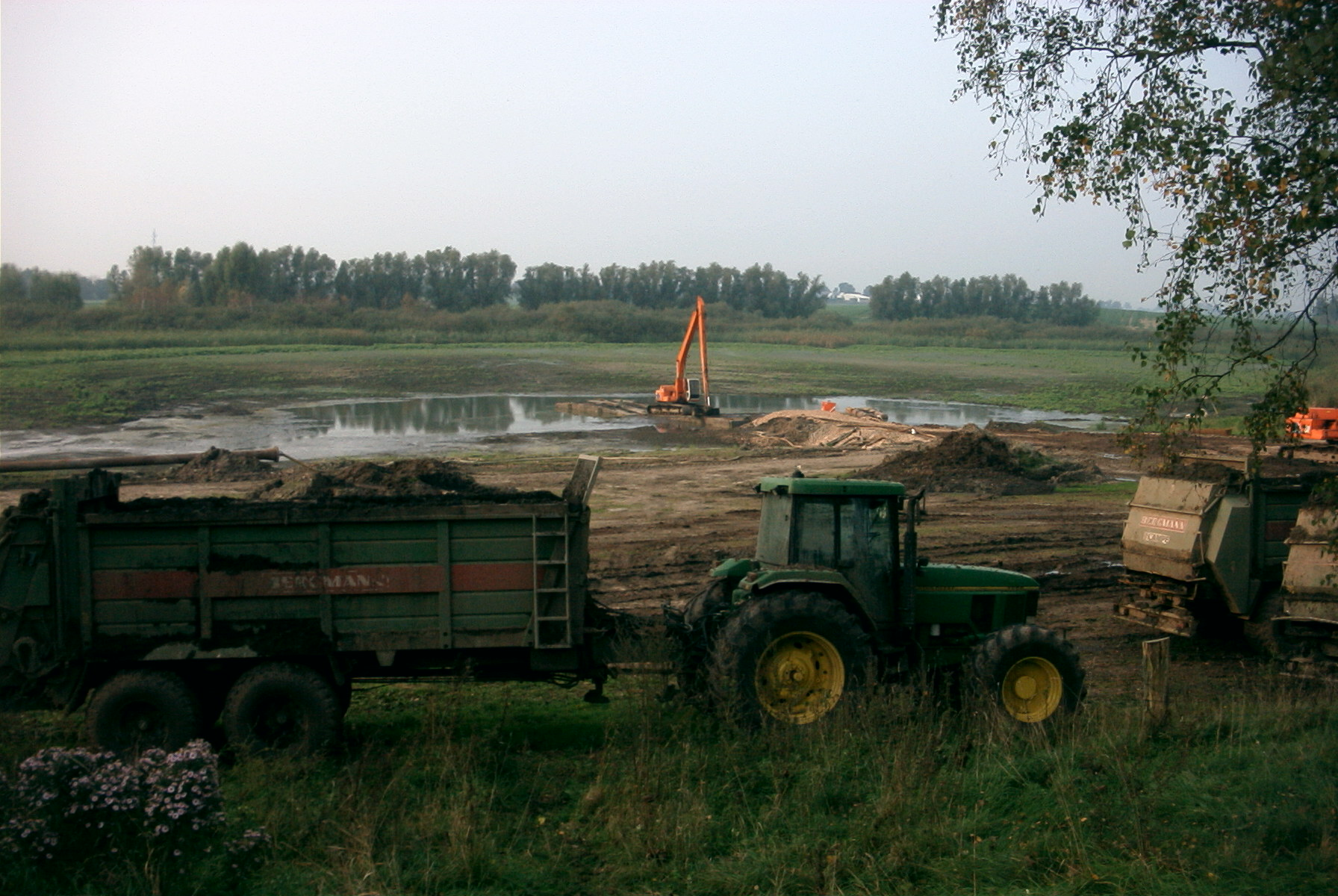
Entschlammung des Stresower Sees (2006)

Stresow ist eine slawische Gründung, wie der Name und die zwei spätslawische archäologische Siedlungen in der Umgebung belegen.
1284 erfolgte die urkundliche Ersterwähnung bereits als „Stresow“, es ist eine altslawische Siedlung und bezeichnet das Wort Strasha – der Wächter oder Hüter.
Als Strescuv wurde der Name des Ortes im Lehnbrief der Behr´s von 1491 benannt. Für das Jahr 1591 galt Adam von Behr auf Schlagtow als Grundherr von Stresow.
Im Jahr 1694 wurde berichtet, dass die Familie von Behr den Besitz an Familie von Kirchbach verpfändet hatte. Philipp Joachim von Behr auf Dargezin, löste im Jahre 1742 das verpfändete Stresow ein. Es fiel dann aber an die Nachkommen des Landrats Felix Dietrich von Behr auf Bandelin. Teilweise wurde verpachtet.
1767 hatte Stresow 55 Einwohner.
Einwohner im Jahre 1865: 102; Gebäude: fünf Wohnhäuser und elf Wirtschaftsgebäude. Nördlich des Dorfes stand eine Bockwindmühle.
Im Jahr 1926 verkaufte Graf von Behr-Bandelin das Gut Stresow an Hermann Ulrich, zuvor Pächter auf Vargatz. In dessen Besitz blieb es bis zur Bodenreform 1945.
1938 musste Ulrich von 426 Hektar, 100 Hektar Land an die Siedlungsgesellschaft abgeben. Es wurden dadurch die an der damaligen F 96 fünf Bauerngehöfte errichtet, die je 20 Hektar groß waren. Der neue Ortsteil war „Stresow-Siedlung“.
Ab Herbst 1945 entstanden Zuge der Bodenreform bei der Aufsiedlung des Gutes Neubauernstellen von sechs bis acht Hektar. 1958 schlossen sich vier Neubauern zu einer LPG Typ I mit dem Namen „Deutsch-Sowjetische Freundschaft“ zusammen, 1960 schlossen sich die übrigen Bauern an. 1975 erfolgte zunächst eine Zusammenlegung der LPG mit der aus Behrenhoff in Typ III. Mit dem Beginn der Großraumwirtschaft Ende der 1970er Jahre kam Stresow zur LPG Dargelin.
1984 hatte der Ort Stresow mit Siedlung 123 Einwohner. Nach 1990 wurde in Stresow ein neues Gut errichtet und das Gutshaus restauriert. Wirtschaftsgebäude waren nur noch wenig erhalten.
2006 wurde der Stresower See abgelassen und dann mit Mitteln des Umweltamtes ausgebaggert, da er total verschlammt war. Der Schlamm wurde auf den Feldern des Stresower Gutes als Düngung ausgebracht. Danach konnte der See wieder geflutet und beim Dorffest 2009 mit Booten befahren werden.

## Politik

### Gemeindevertretung und Bürgermeister
Der Gemeinderat besteht (inkl. Bürgermeister) aus 8 Mitgliedern. Die Wahl zum Gemeinderat am 26. Mai 2019 hatte folgende Ergebnisse:
| Partei/Bewerber                     | Prozent | Sitze |
| ----------------------------------- | ------- | ----- |
| Freie Wählergemeinschaft Behrenhoff | 100,00  | 8     |

Bürgermeister der Gemeinde ist Karsten Birnbaum (Freie Wählergemeinschaft Behrenhoff (FWB)), er wurde mit 76,50 % der Stimmen bei einer Wahlbeteiligung von 58,91 % gewählt.

### Dienstsiegel
Die Gemeinde verfügt über kein amtlich genehmigtes Hoheitszeichen, weder Wappen noch Flagge. Als Dienstsiegel wird das kleine Landessiegel mit dem Wappenbild des Landesteils Vorpommern geführt. Es zeigt einen aufgerichteten Greifen mit aufgeworfenem Schweif und der Umschrift „GEMEINDE BEHRENHOFF * LANDKREIS VORPOMMERN-GREIFSWALD“.

## Sehenswürdigkeiten
- Kirche Behrenhoff aus dem 13. Jahrhundert, mit Glockenstuhl, Friedhof, Grabanlage von Behr
- Landarbeiterhäuser-Zeile in Behrenhoff
- Gutsgebäude (Marstall, Stallungen) in Behrenhoff
- Landschaftspark Behrenhoff von Peter Joseph Lenné, mit vielen Rhododendronbüschen
- Findling Neu Dargelin

## Söhne und Töchter des Ortes
- Philipp Christian von Normann-Ehrenfels (1756–1817), württembergischer Staatsminister, geboren in Stresow
- Carl von Behr (1835–1906), Rittergutsbesitzer und Politiker (MdR)
- Carl von Behr (1865–1933), Rittergutsbesitzer und Politiker (MdH)
- Friedrich Petri (1866–1951), Philologe, Gymnasiallehrer in Stettin, Anklam und Greifswald
- Otto Bauernfeind (1889–1972), Theologe